# Olympische Sommerspiele 1988/Kanu – Zweier-Kajak 500 m (Frauen)
Die Wettkämpfe im Zweier-Kajak über 500 Meter bei den Olympischen Sommerspielen 1988 wurden vom 26. bis 30. September auf der Misari Regattastrecke ausgetragen.
Olympiasieger wurde das Boot der DDR mit Birgit Schmidt und Anke Nothnagel.

## Ergebnisse

### Vorläufe
Die jeweils ersten drei Boote qualifizierten sich direkt für das Halbfinale, die restlichen Boote für die Hoffnungsläufe.

#### Vorlauf 1
| Rang | Athletinnen                         | Nation         | Zeit        |
| ---- | ----------------------------------- | -------------- | ----------- |
| 1    | Wanja Geschewa Diana Palijska       | Bulgarien      | 1:44,52 min |
| 2    | Birgit Schmidt Anke Nothnagel       | DDR            | 1:45,53 min |
| 3    | Erika Mészáros Éva Rakusz           | Ungarn         | 1:46,54 min |
| 4    | Irina Chmelewskaja Irina Salomykowa | Sowjetunion    | 1:47,30 min |
| 5    | Anna Olsson Agneta Andersson        | Schweden       | 1:52,82 min |
| 6    | Claudia Österheld Andrea Martin     | BR Deutschland | 1:55,25 min |
| 7    | Janine Lawler Elizabeth Sharman     | Großbritannien | 1:58,90 min |
| 8    | Corina Martín Verónica Arbo         | Argentinien    | 1:59,38 min |

#### Vorlauf 2
| Rang | Athletinnen                        | Nation             | Zeit        |
| ---- | ---------------------------------- | ------------------ | ----------- |
| 1    | Annemiek Derckx Annemarie Cox      | Niederlande        | 1:46,65 min |
| 2    | Shelia Conover Cathy Marino        | Vereinigte Staaten | 1:50,54 min |
| 3    | Bożena Ksiąźek Jolanta Łukaszewicz | Polen              | 1:51,55 min |
| 4    | Barbara Olmsted Sheila Taylor      | Kanada             | 1:52,45 min |
| 5    | Jeanette Knudsen Birgitte Froberg  | Dänemark           | 1:55,33 min |
| 6    | Lee Do-hui Choi Sun-hyung          | Südkorea           | 1:57,10 min |
| 7    | Harumi Nakazato Miyuki Kobayashi   | Japan              | 1:57,34 min |

### Hoffnungsläufe
Die ersten drei Boote der Hoffnungsläufe erreichten das Halbfinale.

#### Hoffnungslauf 1
| Rang | Athletinnen                         | Nation         | Zeit        |
| ---- | ----------------------------------- | -------------- | ----------- |
| 1    | Irina Chmelewskaja Irina Salomykowa | Sowjetunion    | 1:49,81 min |
| 2    | Jeanette Knudsen Birgitte Froberg   | Dänemark       | 1:53,30 min |
| 3    | Claudia Österheld Andrea Martin     | BR Deutschland | 1:56,02 min |
| 4    | Harumi Nakazato Miyuki Kobayashi    | Japan          | 1:58,99 min |
| 5    | Corina Martín Verónica Arbo         | Argentinien    | 2:04,72 min |

#### Hoffnungslauf 2
| Rang | Athletinnen                     | Nation         | Zeit        |
| ---- | ------------------------------- | -------------- | ----------- |
| 1    | Anna Olsson Agneta Andersson    | Schweden       | 1:53,17 min |
| 2    | Barbara Olmsted Sheila Taylor   | Kanada         | 1:50,54 min |
| 3    | Janine Lawler Elizabeth Sharman | Großbritannien | 1:57,82 min |
| 4    | Lee Do-hui Choi Sun-hyung       | Südkorea       | 2:00,34 min |

### Halbfinalläufe
Die ersten drei Boote der Halbfinals erreichten das Finale.

#### Halbfinale 1
| Rang | Athletinnen                        | Nation         | Zeit        |
| ---- | ---------------------------------- | -------------- | ----------- |
| 1    | Anna Olsson Agneta Andersson       | Schweden       | 1:51,41 min |
| 2    | Wanja Geschewa Diana Palijska      | Bulgarien      | 1:52,48 min |
| 3    | Bożena Ksiąźek Jolanta Łukaszewicz | Polen          | 1:54,30 min |
| 4    | Claudia Österheld Andrea Martin    | BR Deutschland | 1:55,37 min |

#### Halbfinale 2
| Rang | Athletinnen                       | Nation      | Zeit        |
| ---- | --------------------------------- | ----------- | ----------- |
| 1    | Erika Mészáros Éva Rakusz         | Ungarn      | 1:48,94 min |
| 2    | Annemiek Derckx Annemarie Cox     | Niederlande | 1:50,24 min |
| 3    | Barbara Olmsted Sheila Taylor     | Kanada      | 1:52,62 min |
| 4    | Jeanette Knudsen Birgitte Froberg | Dänemark    | 1:53,37 min |

#### Halbfinale 3
| Rang | Athletinnen                         | Nation             | Zeit        |
| ---- | ----------------------------------- | ------------------ | ----------- |
| 1    | Birgit Schmidt Anke Nothnagel       | DDR                | 1:46,62 min |
| 2    | Irina Chmelewskaja Irina Salomykowa | Sowjetunion        | 1:49,55 min |
| 3    | Shelia Conover Cathy Marino         | Vereinigte Staaten | 1:54,16 min |
| 4    | Janine Lawler Elizabeth Sharman     | Großbritannien     | 1:58,70 min |

### Finale
| Rang | Athletinnen                         | Nation             | Zeit        |
| ---- | ----------------------------------- | ------------------ | ----------- |
| 1    | Birgit Schmidt Anke Nothnagel       | DDR                | 1:43,46 min |
| 2    | Wanja Geschewa Diana Palijska       | Bulgarien          | 1:44,06 min |
| 3    | Annemiek Derckx Annemarie Cox       | Niederlande        | 1:46,00 min |
| 4    | Erika Mészáros Éva Rakusz           | Ungarn             | 1:46,58 min |
| 5    | Irina Chmelewskaja Irina Salomykowa | Sowjetunion        | 1:47,68 min |
| 6    | Anna Olsson Agneta Andersson        | Schweden           | 1:48,39 min |
| 7    | Shelia Conover Cathy Marino         | Vereinigte Staaten | 1:50,33 min |
| 8    | Barbara Olmsted Sheila Taylor       | Kanada             | 1:51,03 min |
| 9    | Bożena Ksiąźek Jolanta Łukaszewicz  | Polen              | 1:51,13 min |